# 張文仲
张文仲（620年—700年），唐朝洛州洛阳县（今河南省洛阳市）人。
天授初年张文仲为侍御医。特进苏良嗣在殿庭因跪拜而昏倒，武则天令张文仲、京兆韦慈藏到他家中守候。张文仲说：“这是忧愤邪气所激。如果疼痛冲到胸胁，病情就难救了。”从早上开始守候。没有到吃饭的时候食，苏良嗣就被胸胁绞痛所苦。张文仲说：“如果入心，就不可治疗。”然后心痛，不能下药，晚上就去世了。张文仲善于治疗风病。武则天令张文仲集合当时名医共同撰写《疗风气诸方》，派麟台监王方庆监修撰。张文仲上奏风状、气状及疗法：“风有一百二十四种，气有八十种。大抵医药虽然相同，每个人的情况各异，庸医不通药性，使冬夏失节，因此杀人。只有脚气头风上气，须经常服药不止。其余则随病情动向，临时调整处方。只是有风气的人，春末夏初到晚秋，要得到疏通派泄，才不会加剧病情。”于是撰写《四时轻重术》四时常服和轻重大小诸方十八首上表尽现。久视年间，张文仲官至尚药奉御。另著有《随身备急方》三卷。洛阳李虔纵，官至侍御医。京兆韦慈藏，景龙年间官至光禄卿。自武则天、唐中宗已后，张文仲与李虔纵、韦慈藏，并称当时三大名医。